# داوودآباد
داودآباد شهری است در بخش مرکزی شهرستان اراک در استان مرکزی ایران.
داودآباد در ۳۲ کیلومتری شمال شرق اراک است، این شهر سال ۱۳۹۵ دارای جمعیتی ۵۵۶۲نفر است.

## اقتصاد مردم شهر داودآباد
عمده درآمد مردم این شهر بر پایهٔ دامپروری و کشاورزی است. همچنین، باید از کارگاههای کوچک صنعتی از جمله ریختهگری آلومینیوم و چدن و نیز کارگاههای کفاشی در داودآباد نام برد. گندم، جو و یونجه اساسیترین محصولات کشاورزی این منطقه اند. 

## کشاورزی
کشاورزی به عنوان اصلی ترین کار مردم داودآباد شناخته می‌شود. گندم و جو(دیم و آبی)عمده محصولات کشاورزی این شهر است.

## جغرافیای شهر
داودآباد با اراک، فرمهین، آشتیان و کمیجان همسایه است.

## روستاها
، جعفرآباد، خوشدون، دهنمک، سهلآباد، عباسآباد و ویسمه Visme از روستاهای همسایۀ داودآبادند. 